# Sésie bembex
Sesia bembeciformis · Sésie du saule
Espèce
Synonymes
- Sphinx bembeciformis Hübner, 1806
- Sphecia bembeciformis (Hübner, 1806)
- Sphinx crabroniformis Lewin, 1797
- Aegeria montelli Löfquist, 1922

La Sésie bembex ou Sésie du saule (Sesia bembeciformis) est une espèce de lépidoptères (papillons) de la famille des Sesiidae, originaire d'Europe.

## Systématique
L'espèce Sesia bembeciformis a été décrite par l'entomologiste allemand Jakob Hübner en 1806, sous le nom initial de Sphinx bembeciformis.

## Description

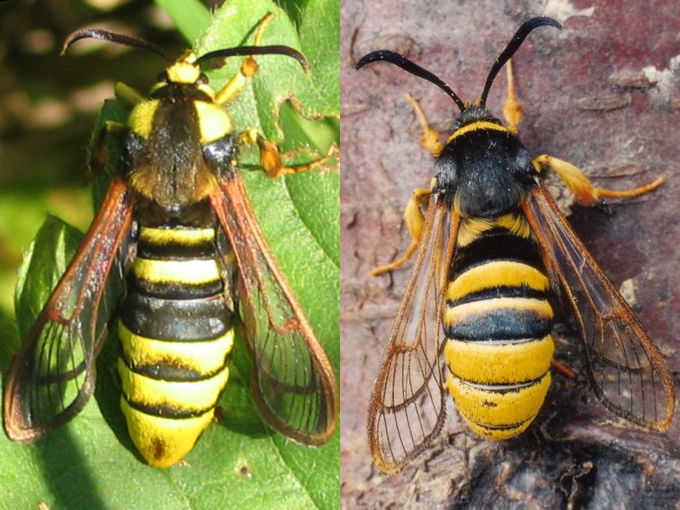
Sesia apiformis à gauche
Sesia bembeciformis à droite
(pas à la même échelle).

Comme tous les papillons de la famille des Sesiidae, la Sésie bembex ressemble bien plus par son aspect et par son vol à un hyménoptère qu'à un lépidoptère. Les ailes sont dépourvues d'écailles et transparentes, de forme étroite et allongée. La tête est noire, suivie d'un collier jaune. Elle a une envergure de 32 à 42 mm. La longueur de ses aile antérieures est de 15 à 19 mm. 
L'espèce proche Sesia apiformis a une tête jaune suivie d'un collier noir. Elle est beaucoup plus courante et inféodée aux peupliers.

## Écologie

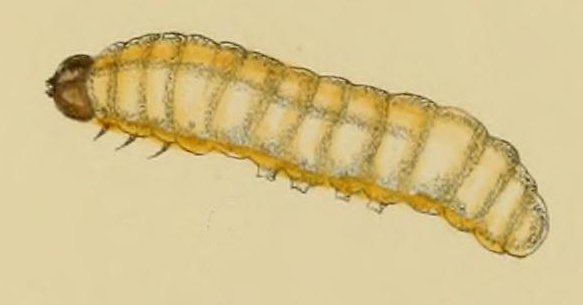
Chenille de la Sésie bembex.

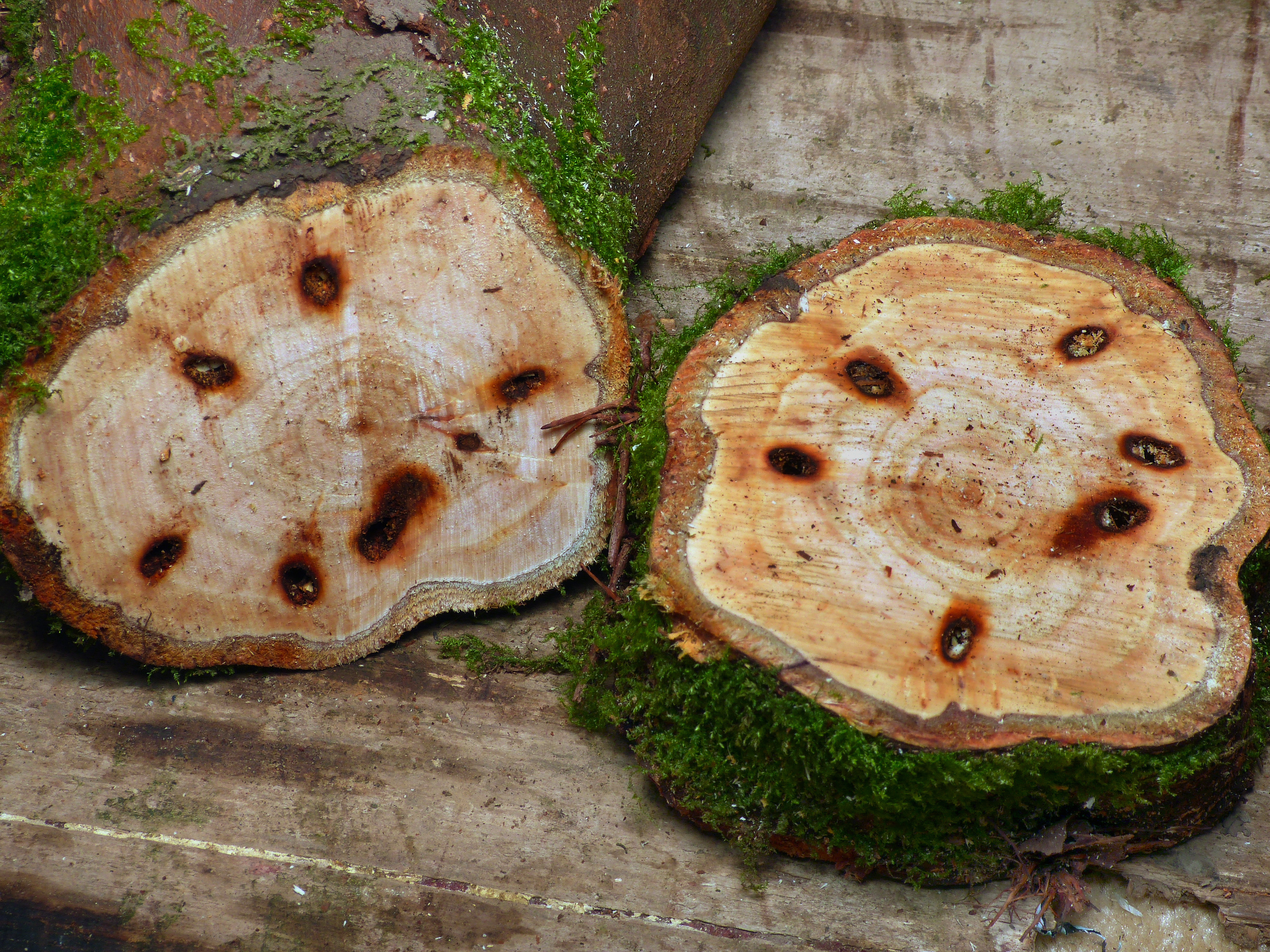
Galeries des chenilles de la Sésie bembex dans le liber d'un saule.

La chenille de la Sésie bembex est inféodée aux saules, plus particulièrement au Saule marsault et au Saule cendré. Les zones de ponte sont la tige, les racines voire les souches d'arbres âgés, abattus ou fragilisés. Les œufs, de couleur caramel, sont déposés directement sur l'écorce. Endophyte, la jeune larve y pénètre pour se nourrir du liber durant un cycle de 2 à 3 années. Une fois son développement achevé, la chenille crée un trou de sortie dans le bois puis se nymphose en une chrysalide brun caramel, dont l'exuvie restera comme plantée dans l'arbre. Les adultes émergeront aux mois de juin et juillet de l'année suivante ; ils sont visibles de juin à août selon les régions.

## Répartition
Cette espèce, plutôt rare, est présente dans l'ensemble de l'Europe à l'exception de la zone méditerranéenne. En France, elle a été observée dans les départements du Puy-de-Dôme en 2014, du Haut-Rhin en 2011, de la Loire et du Nord en 2007 et de la Loire-Atlantique en 1982. Historiquement, elle est également connue de l’Indre, du Maine-et-Loire et du Pas-de-Calais,.